# Йосип Митрович
Йо́сип Ми́трович (хорв. Josip Mitrović; нар. 11 червня 2000) — хорватський футболіст, вінгер клубу «Славен Белупо».

## Клубна кар'єра

### «Рієка»
Виступав за юнацьку команду «Цибалія», після чого 2016 року приєднався академії «Рієки». 26 вересня 2018 року дебютував в основному складі «Рієки» в матчі Кубка Хорватії проти «Радника» (Крижевці), вийшовши на заміну Жуану Ешковалу.
15 липня 2019 року на правах оренди перейшов в «Інтер» (Запрешич). 20 липня в матчі чемпіонату Хорватії проти «Гориці» дебютував за нову команду. 31 січня 2020 року в поєдинку проти «Істра 1961» забив свій перший гол у професіональній кар'єрі.

### «Гориця»
11 серпня 2020 року перейшов в «Горицю», підписавши чотирирічний контракт. 22 серпня 2020 року в матчі проти «Славена Белупо» дебютував за нову команду, замінивши Кристияна Ловрича. 12 грудня 2020 року в поєдинку проти «Осієка» забив свій перший гол за «Горицю».

### «Фортуна» (Сіттард)
5 липня 2024 року підписав трирічний контракт з нідерландським клубом «Фортуна» (Сіттард). 11 серпня дебютував за «Фортуну» в матчі Ередивізі проти «Гоу Егед Іглз», вийшовши в стартовому складі. 16 серпня 2024 року в поєдинку Ередивізі проти «Алмере Сіті» забив свій перший гол за клуб.

### «Славен Белупо»
15 липня 2025 року перейшов у хорватський клуб «Славен Белупо», з яким уклав контракт до 2027 року. 3 серпня дебютував за нову команду в матчі Хорватської футбольної ліги проти «Рієки», замінивши Ігора Лепіньїцу. 10 серпня 2025 року в поєдинку проти «Вараждина» забив свій перший гол за клуб.

## Кар'єра у збірній
Виступав за збірні Хорватії до 17, до 19, до 20 і до 21 року. В травні 2017 року в складі збірної до 17 років виступав на домашньому юнацькому чемпіонаті Європи. На турнірі провів 3 поєдинки, а його команда посіла останнє місце в своїй групі.

## Статистика виступів
Станом на 17 серпня 2025
| Клуб               | Сезон             | Чемпіонат         | Чемпіонат | Чемпіонат | Кубок | Кубок | Єврокубки | Єврокубки | Інші  | Інші | Всього | Всього |
| Клуб               | Сезон             | Дивізіон          | Матчі     | Голи      | Матчі | Голи  | Матчі     | Голи      | Матчі | Голи | Матчі  | Голи   |
| ------------------ | ----------------- | ----------------- | --------- | --------- | ----- | ----- | --------- | --------- | ----- | ---- | ------ | ------ |
| Рієка              | 2018–19           | ХФЛ               | 0         | 0         | 1     | 0     | 0         | 0         | —     | —    | 1      | 0      |
| → Інтер (Запрешич) | 2019–20           | ХФЛ               | 27        | 1         | 3     | 3     | —         | —         | —     | —    | 30     | 4      |
| Гориця             | 2020–21           | ХФЛ               | 26        | 4         | 4     | 3     | —         | —         | —     | —    | 30     | 7      |
| Гориця             | 2021–22           | ХФЛ               | 32        | 1         | 3     | 2     | —         | —         | —     | —    | 35     | 3      |
| Гориця             | 2022–23           | ХФЛ               | 30        | 4         | 1     | 1     | —         | —         | —     | —    | 31     | 5      |
| Гориця             | 2023–24           | ХФЛ               | 32        | 4         | 2     | 1     | —         | —         | —     | —    | 34     | 5      |
| Гориця             | Всього            | Всього            | 120       | 13        | 10    | 7     | 0         | 0         | 0     | 0    | 130    | 20     |
| Фортуна (Сіттард)  | 2024–25           | Ередивізі         | 26        | 2         | 2     | 0     | —         | —         | —     | —    | 28     | 2      |
| Славен Белупо      | 2025–26           | ХФЛ               | 3         | 1         | 0     | 0     | —         | —         | —     | —    | 3      | 1      |
| Всього за кар'єру  | Всього за кар'єру | Всього за кар'єру | 176       | 17        | 16    | 10    | 0         | 0         | 0     | 0    | 192    | 27     |

## Досягнення
«Рієка»
- Володар Кубка Хорватії: 2018–19